# Hilda van Suylenburg
Hilda van Suylenburg is een feministische roman uit 1897, geschreven door Cécile de Jong van Beek en Donk. Het boek geldt als een van de belangrijkste en bestverkochte feministische romans van Nederlandse oorsprong.

## Verhaal
Hilda van Suylenburg volgt de gelijknamige hoofdpersoon tijdens haar leven in Den Haag. Na het overlijden van haar vader, door wie Hilda alleen werd opgevoed, verhuist ze naar haar oom in Den Haag. Door haar vader werd Hilda “half jongensachtig” opgevoed, en daardoor heeft ze een voor een meisje bijzonder goede opleiding kunnen genieten. Met haar vader en zijn vrienden sprak ze over politiek en kunst, zij leerde Latijn en Grieks, en samen met haar vader reisde ze naar Londen, Parijs, Caïro en vele andere steden. In Den Haag wordt zij echter geacht haar twee nichtjes, Corry en Eugénie, te volgen in een leven van pianospel, borduren en visite ontvangen. Aanvankelijk is Hilda wel gecharmeerd van het comfortabele salonleven, maar ze begint zich al snel te ergeren aan het geroddel van haar nichtjes, en aan het eindeloze wachten op een huwelijksaanzoek.
Hilda gelooft dat het haar plicht is zich nuttig te maken en zich in te zetten voor de maatschappij. Haar familie lacht haar uit: nuttig zijn is voor meisjes zonder geld. Pas als ze Corona van Oven ontmoet, een huisarts die zich sterkt maakt voor vrouwenemancipatie, vindt ze aansluiting bij haar ideeën. Na aanmoediging van Corona besluit Hilda dat ze rechten wil gaan studeren om invloed uit te kunnen oefenen op de ontwikkelingen van de wetten die vrouwen zo benadelen.
In haar tijd in Den Haag krijgt Hilda veel tegenspraak met betrekking tot haar progressieve ideeën. Zij leert zich echter steeds beter verdedigen en is niet op haar mondje gevallen. Hilda wordt bemind door menig man in Den Haag, maar ze slaat een huwelijksaanzoek van een goede partij af, omdat ze hem niet liefheeft. Ze ontmoet Maarten van Hervoren, een man die haar ideeën over vrouwenemancipatie deelt en haar aanmoedigt te gaan studeren en zich te ontwikkelen. Hilda ziet in Maarten haar kans op een gelukkig huwelijk, gebaseerd op liefde, en niet op geld of stand.
Het boek eindigt in Amsterdam, waar Hilda het na haar studie daadwerkelijk tot advocaat heeft geschopt. Zij en Maarten zijn getrouwd en hebben een kindje. Het is haar gelukt haar werk als advocaat te combineren met een gelukkig huwelijk en huishouden. 

## Typering
Hilda van Suylenburg is een tendensroman waarin de boodschap belangrijker is dan het verhaal. Het boek wordt ook wel een emancipatieroman of didactische roman genoemd. Het verhaal van Hilda leent zich als voertuig en de thema’s van de Nederlandse vrouwenemancipatie rond 1900 worden op een natuurlijke wijze stuk voor stuk aan de orde gebracht. Juist omdat het een roman is, kon het boek de boodschap zover verspreiden. De rol die het speelde in de Nederlandse vrouwenemancipatie is ook wel vergeleken met de rol van De hut van Oom Tom in het afschaffen van de slavernij in de Verenigde Staten.

## Thema’s
In Hilda van Suylenburg wordt de nadruk gelegd op thema’s rond vrouwonvriendelijke wetgeving, vandaar ook Hilda’s wens advocaat te worden. Enkele belangrijke thema’s zijn: huwelijks- en echtscheidingswetten, voogdijrecht, de rechten van het buitenechtelijke kinderen en hun moeders en vrouwenkiesrecht. In de roman zijn veel voorbeelden te vinden van de misbruik van vaderlijke of echtelijke macht, en de machteloze positie van de vrouw in het gezin. Naast wetgeving is ook arbeid een belangrijk thema. De wens van Hilda om nuttig te mogen zijn druiste in tegen de opvatting in die tijd dat vrouwen (met name die van goede komaf) niet konden of mochten werken. Dat vrouwen zonder (familie)geld wel moesten werken werd echter als natuurlijk gezien, en handig, omdat vrouwen veel minder betaald kregen dan mannen en dus goedkoop waren. Er was echter geen reden waarom een vrouw uit een goede familie zou moeten werken, zij behoorde immers niet economisch onafhankelijk te zijn.
De thema’s van wetgeving en arbeid weerspiegelen de grote thema’s van de eerste feministische golf, en de vrouwenemancipatie in Nederland: vrijheid en dienstbaarheid. Andere thema’s van de vrouwenbeweging die aan de orde komen zijn de vrouwelijke schoonheidsidealen en bekoorlijkheid en de dubbele moraal met betrekking tot vrije liefde.

## Cécile de Jong van Beek en Donk

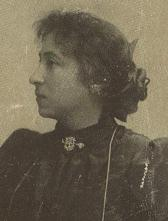
Cécile de Jong van Beek en Donk in de periode waarin ze Hilda van Suylenburg schreef

De roman is in vele opzichten te relateren aan de persoonlijke ervaringen van auteur Cécile de Jong van Beek en Donk. Met name de jeugd van Hilda en haar relatie met haar vader weerspiegelt de jeugd van De Jong, die eveneens door haar vader liberaal werd opgevoed. De relatie tussen Maarten en Hilda kan worden gezien als een tegenhanger van De Jongs eigen (ongelukkige) huwelijk met Adriaan Goekoop. In de opmerking van Maarten op de laatste pagina van het boek: ‘Emancipatie, in de echte, mooie beteekenis, is een zegen, want zij heeft mijn Hilda gemaakt tot wat ze is.’, maakt De Jong de tekortkomingen van haar eigen man (die de vrouwenemancipatie wel steunde maar liever niet had dat zijn vrouw daar een actieve rol in speelde) duidelijk.
Vanwege De Jongs rol als presidente van de Nationale Tentoonstelling van Vrouwenarbeid, werd Hilda van Suylenburg nog eens herdrukt in 1898 en maakte het deel uit van de tentoonstelling.

## Ontvangst
Hilda van Suylenburg is de grootste feministische bestseller van Nederlandse bodem en is in vele opzichten een succes te noemen. De roman werd na de eerste uitgave in 1897 in korte tijd vier keer gedrukt en bleef tot 1927 in herdruk. Daarmee overtrof het de uitgaven van veelgelezen schrijvers als Albert Verwey en Lodewijk van Deyssel. Het boek kende meer drukken dan bekende boeken als Eline Vere en Max Havelaar.  Het boek werd ook in omringende en Scandinavische landen vertaald. Door de vrouwenbeweging werd het boek met open armen ontvangen. Het was als ‘de vonk in het buskruit’ van de Nederlandse vrouwenemancipatie. In Hilda van Suylenburg creëerde De Jong personages waarin vrouwen in die tijd zich konden herkennen, en zodoende wist ze de feministische theorieën aansprekelijk te maken. De Jong wist precies de feministische overtuigingen van rond de eeuwwisseling weer te geven. Niettemin deed het boek stof opwaaien. Het creëerde een landelijke discussie over de rol van de vrouw in de samenleving. De Jong was haar tijd vooruit in veel van haar opvattingen en de vrijgevochten Hilda wekte onthutste reacties op van verschillende kanten. Pas na het lezen van reacties op het boek uit de tijd van publicatie wordt duidelijk hoe gewaagd het boek eigenlijk was.
Kritiek werd geleverd op de oppervlakkigheid van de stijl en het taalgebruik in Hilda, en op het gebruik van statistieken.‘Zonder zelf in een debat te treden dat buiten het gebied ligt van de letterkundige critiek’, sprak men graag een woordje mee.' Maar ook de inhoud van het boek werd bekritiseerd.
In de Amsterdamsche Courant bekritiseert H. Smissaert  de roman omdat die volgens hem niet representatief is van het leven van de gegoede burgerij in Den Haag. Tevens bekritiseert hij Hilda's opvattingen over het vrouwenkiesrecht, hij schrijft: “een versterking van allerlei onjuiste ficties zou ik het vinden, gingen we het kiezerscorps verdubbelen door de vrouwen daarin op te nemen.”
In een anoniem artikel Een man over Hilda wordt kritiek geleverd op de onzedelijkheid van bepaalde scènes, met name de geboorte van een dood kind, overspelige taferelen en toespelingen naar 'vrije liefde'. Aldus de anonieme auteur die zich 'Pater Familias' noemt: "het is geen boek voor jonge meisjes, staande in de voorhof van den tempel des bewusten levens bereikt hebben de leeftijd, waarop de knop zich pas zet tot de wordende bloem. Het onthult taferelen en mysteriën die de reine gevoelens van maagdelijke onbewustheid onmeededogend bevlekken.” Problematisch zijn ook het personage Gladys, die als zwangere vrouw voorzitster is van de Vereeniging voor Vrouwenkiesrecht, en de manier waarop het boek met echtscheidingen omgaat.
Van godsdienstige zijde is ook bezwaar: ‘Aandoenlijk schoon is in Hilda van Suylenburg de telkens terugkerende herinnering aan haar voortreffelijke vader,’ schrijft H.C. Voorhoeve, ‘maar van haren Hemelschen Vader spreekt zij geen enkel woord.’
J.B. Meerkerk vindt de moderne vrouw geen probleem, maar wel dat dier ambities enkel grillen zijn van vrouwen die zich vervelen. Geen reden om vrouwen toegang te geven tot mannenberoepen, in de woorden van Meerkerk: “ik verlang niet de koksjongen te zijn van mevrouw de burgermeester.”
De eerste moderne heruitgave uit 2017, in moderne spelling verzorgd door Sander Bink en uitgegeven door Astoria werd zeer goed ontvangen en door de Volkskrant getypeerd als: 'Een fraaie feministische klassieker'.

## Hilda van Suylenburg-prijs
De gemeente Den Haag reikte tussen 1989 en 2005 tweejaarlijks de Hilda van Suylenburg-prijs uit aan initiatieven die zich sterk maakten voor het verbeteren van de positie van oudere vrouwen in de gemeente. Aan de prijs was een bedrag van EUR 1.250 verbonden, en de winnares kreeg ook een exemplaar van de roman. De prijs werd onder meer uitgereikt aan Coby van Nieuwkerk, een van de grondleggers van de geriatrie in Nederland.

## Drukgeschiedenis
- Hilda van Suylenburg. 1e druk 1897, 2e, 3e en 4e druk 1898, 5e druk 1899, 6e druk 1902, 7e druk 1911, 8e druk 1919. (Alle drukken: Amsterdam, Scheltema & Holkema). Moderne herdruk: Uitgeverij Sara, Amsterdam, 1984. ISBN 90-6328126-9 (eerste drukken nog onder de auteursnaam: C. Goekoop - De Jong van Beek en Donk)
  - Duitse vertaling: Es kommt der Tag … (later onder de titel Hilda van Suylenburg. Frauen die den Ruf vernommen) (vertaling Else Otten) (1907, 2e en 3e druk 1907, 4e en 5e druk 1908, 6e druk 1909, 9-10e druk 1918)
  - Franse vertaling: L’inévitable réparation (vertaald door M. Lucas) (Paris, Fischbacher, 1910)
  - Zweedse vertaling: Hilda van Suylenburg (vertaald door Elisabeth Tjäder) (Stockholm, 1912)